# Keizerrijk Brazilië
Het keizerrijk Brazilië was een keizerrijk in Zuid-Amerika.
Na de bezetting van Portugal door Napoleon in 1807 vluchtte de Portugese koninklijke familie Bragança naar Brazilië, dat toen de belangrijkste Portugese kolonie was. Er volgde een periode waarin Brazilië eigenlijk de spil ging vormen in het Verenigd Koninkrijk van Portugal, Brazilië en de Algarve, zonder dat er verantwoording moest worden afgelegd aan de autoriteiten in Lissabon. Door het zelfbestuur wilde het land, na de val van Napoleon, niet terug onder het Portugese bewind komen. Brazilië werd onafhankelijk met aan het hoofd een keizer van de Portugese koninklijke familie.
Brazilië werd op 7 september 1822 onafhankelijk en bleef een keizerrijk tot 15 november 1889 toen het land een republiek werd. Peter I regeerde van 1822 tot 1831 en Peter II van 1831 tot 1889. Ook de Portugese koning Johan VI kreeg de titel keizer van Brazilië na de onafhankelijkheid. Het keizerrijk kwam in 1889 ten val en de oprichting van de republiek was een reactie op de ontwikkelingen die volgden op de afschaffing van de slavernij in 1888, die een bedreiging vormde voor zowel de economie als de politiek.

## Braziliaanse onafhankelijkheid

### Peter I als regent

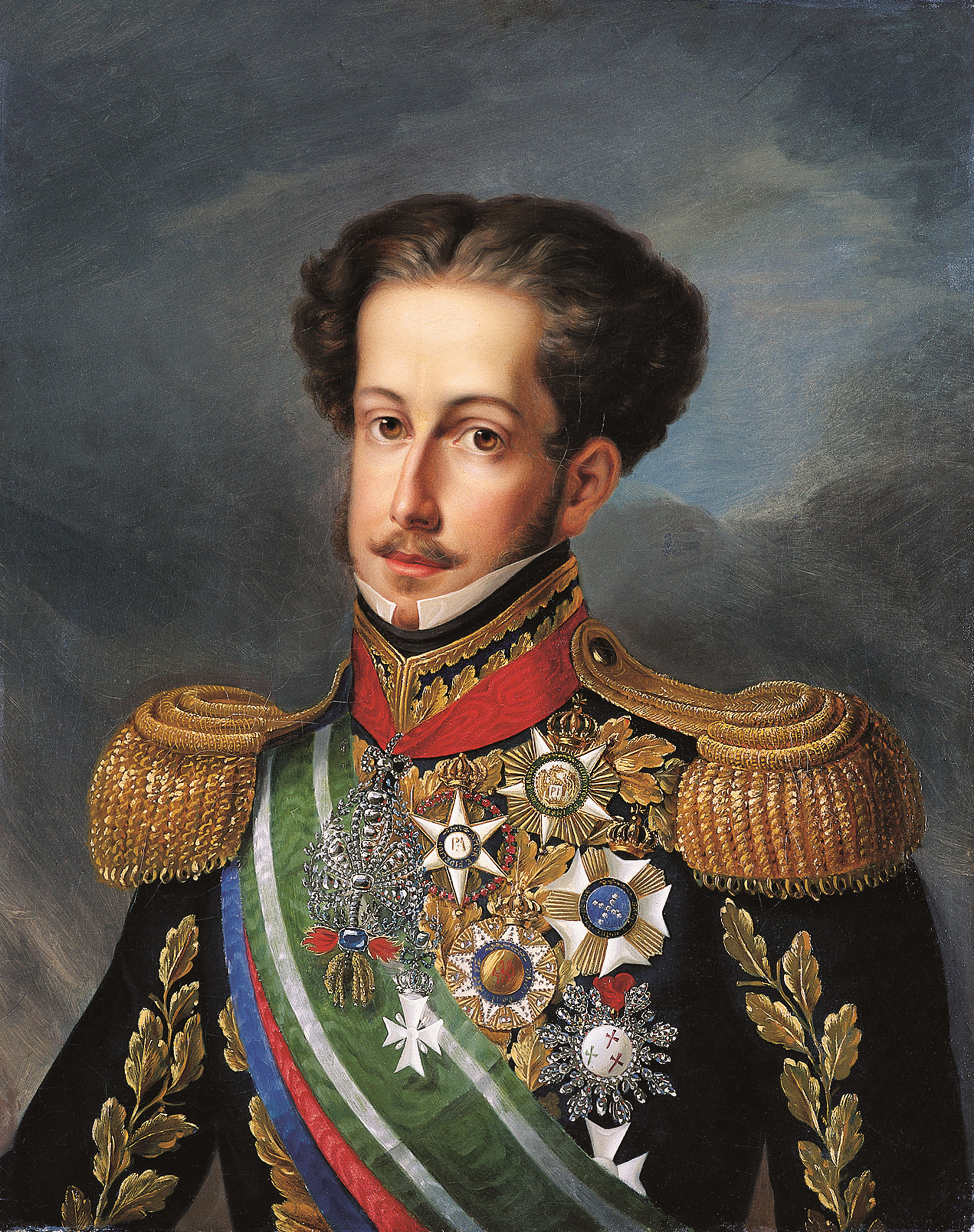
Peter I, keizer van Brazilië; Peter IV, koning van Portugal
(ca.1830), Simplício Rodrigues de Sá,
Museu Imperial (Petrópolis)

Nadat Johan VI terugkeerde naar Portugal in 1821 werd zijn opvolger Peter I regent van het koninkrijk Brazilië, met als afspraak dat hij de kroon zou bemachtigen als Brazilië onafhankelijk werd. Hij wilde sober regeren en begon hiermee door zijn eigen salaris te verlagen, het centraliseren van overheidsinstanties en het verkopen van de meeste koninklijke paarden. Ook schafte hij de belasting op zout af om de export van huiden en gedroogd vlees te stimuleren; hij beschermde het private bezit, verplichtte een arrestatiebevel om vrije personen te mogen arresteren en verbood geheime terechtstellingen en martelingen. Slaven werden echter nog steeds gekocht en verkocht en gegeseld.
In september 1821 werd door de Portugese Vergadering, met slechts enkele Braziliaanse afgevaardigden, besloten om het Koninkrijk Brazilië af te schaffen en zo ook de koninklijke vertegenwoordiging in Rio de Janeiro waardoor alle Braziliaanse provincies onder direct bestuur van Lissabon kwamen. Aansluitend werden troepen naar Brazilië gezonden en alle Braziliaanse eenheden werden onder Portugees commando geplaatst. Dit was het begin van de kleinschalige Braziliaanse Onafhankelijkheidsoorlog.
De spanning tussen Portugese troepen en de Luso-Brazilianen (Brazilianen van Portugese afkomst) liep in januari 1822 hoog op toen Peter I het bevel van de Vergadering om naar Lissabon terug te keren negeerde en zwoer te blijven. Hij voelde zich gesteund door de petities uit de Braziliaanse steden en door het argument dat door zijn vertrek en de ontmanteling van de centrale overheid separatistische bewegingen zouden ontstaan.
Peter I vormde een nieuwe regering, geleid door José Bonifácio de Andrada e Silva van São Paulo. José bleek cruciaal voor de gebeurtenissen die zouden komen en hij wordt gezien als een voornaam figuur van het Braziliaanse nationalisme. De spanning liep zo hoog op dat Peter I asiel zocht op een Brits schip in het geval hij de confrontatie zou verliezen en hij stuurde zijn familie weg uit de stad.